# Betelgeusia
Betelgeusia es un género extinto de estrellas de mar de la familia Radiasteridae. Fue descrito por Blake y Reid, en 1998, y existió en lo que ahora es Países Bajos, Texas, Estados Unidos, Marruecos e India, durante el período Jurásico Medio hasta el Cretácico. A ella pertenecen las especies B. brezinai, B. exposita, B. reidi y B. orientalis.